# 巨型動物群
巨型動物群在生物科學上有兩個含意：一是指任何可以在沒有儀器協助下眼見的動物，定義與微小動物相反，但較少人知。最為人知悉的是指一些巨大或非常大型的動物，但下限卻沒有準確定義。一些定義指最少的可以達40-45公斤重，但就連山羊及家犬也可以算計在內。
實際上在使用巨型動物群時，都是指比人類大的野生動物。令人聯想起的是更新世巨型動物群：一些巨大的陸上動物，如猛犸象。不過也有用在現今的巨大野生動物，如象、長頸鹿、河馬、犀牛、駝鹿及鷹等。其他普遍的用法也有指水生的巨型物種（如鯨魚）、任何較大或馴養的陸上動物（如羚羊及歐洲牛）、恐龍及其他已滅絕的巨型爬行類。
考慮大小時，也要考慮現存種類的大小，例如一些已滅絕的巨脈蜻蜓也可包含在內。

## 生態策略
若以巨大的哺乳動物及鳥類來看巨型動物群，牠們一般都是K策略種：壽命較長、群落發展較慢、低死亡率及很少或沒有天敵。這種特徵卻令牠們對人類的過度開發特別脆弱。

## 集群滅絕
最知名的兩個巨型動物群集群滅絕事件是白堊紀-第三紀滅絕事件及更新世-全新世滅絕事件。白堊紀-第三紀滅絕事件中恐龍及其他巨型爬行類都消失了，而在更新世-全新世滅絕事件中，冰河時期的巨型動物，如猛犸象也都滅絕。

## 例子
以下是一些巨型動物群的例子：
- 象是陸上最大型的哺乳動物。已滅絕的有猛犸象。
- 鯨目是包括鯨魚及海豚等水生哺乳動物。當中藍鯨是已知現存最大的動物。
- 犀牛是最重的奇蹄目動物。
- 河馬是最重的偶蹄目動物。
- 長頸鹿是最高的陸上哺乳動物。
- 雕齒獸科是一類大型及有裝甲的動物，是犰狳的近親，已於更新世已經滅絕。
- 地懶是行動緩慢的陸上動物，與現今的樹懶為親，已於更新世時滅絕。
- 鰭足類是包括海豹及海獅等水生肉食性動物。
- 熊是最大型的雜食性動物。其中以北極熊是最大型的純肉食性動物。
- 貓科中包括虎及獅等哺乳動物。已滅絕的有劍齒虎及美洲擬獅。
- 齧齒目最大型的物種為水豚，體重可達 65（143磅），已滅絕的莫尼西鼠則可超過 1,000（2,200磅）。
- 牛亞科一般都是體型較大的，重達1000磅（约454千克）。
- 鴕鳥目是不能飛的鳥類，最大的可能是恐鳥。
- 鱷魚中灣鱷是最大的爬行類。其中被人類研究最多的鱷魚是尼羅鱷。
- 深海中也存在這一些巨型生物，如巨烏賊及大王酸漿魷等。

## 相片

### 已滅絕的

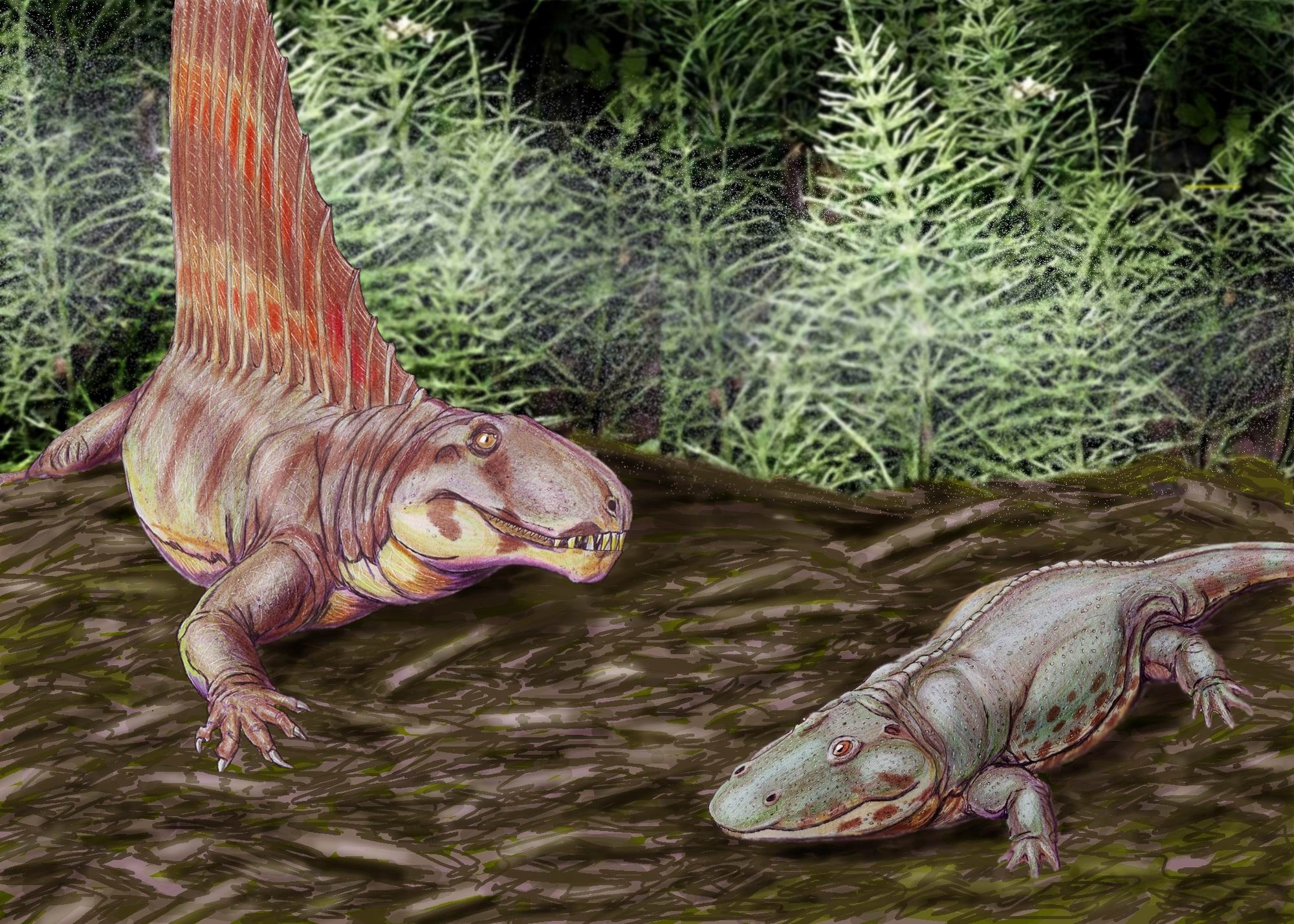
異齒龍及引螈。
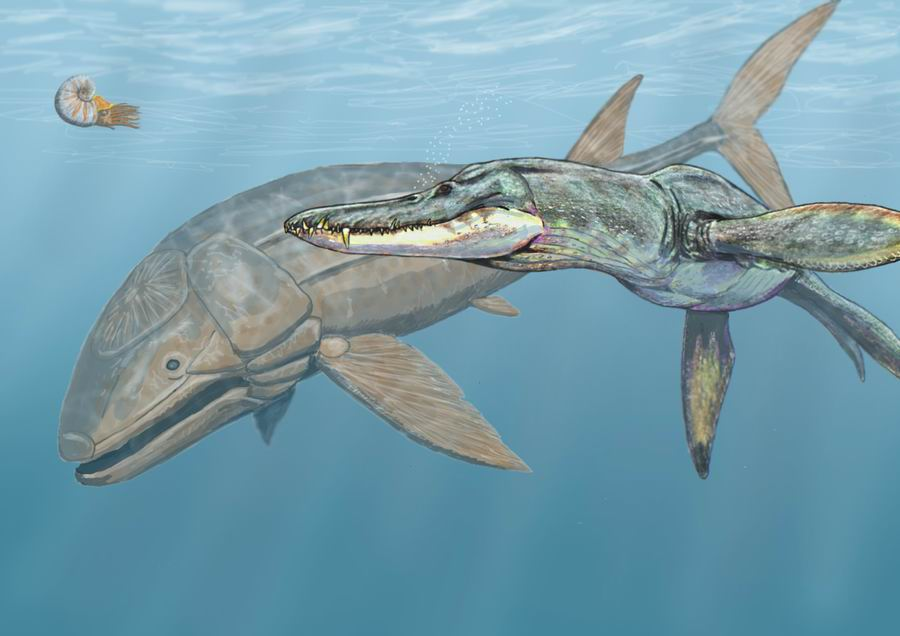
滑齒龍及利茲魚。
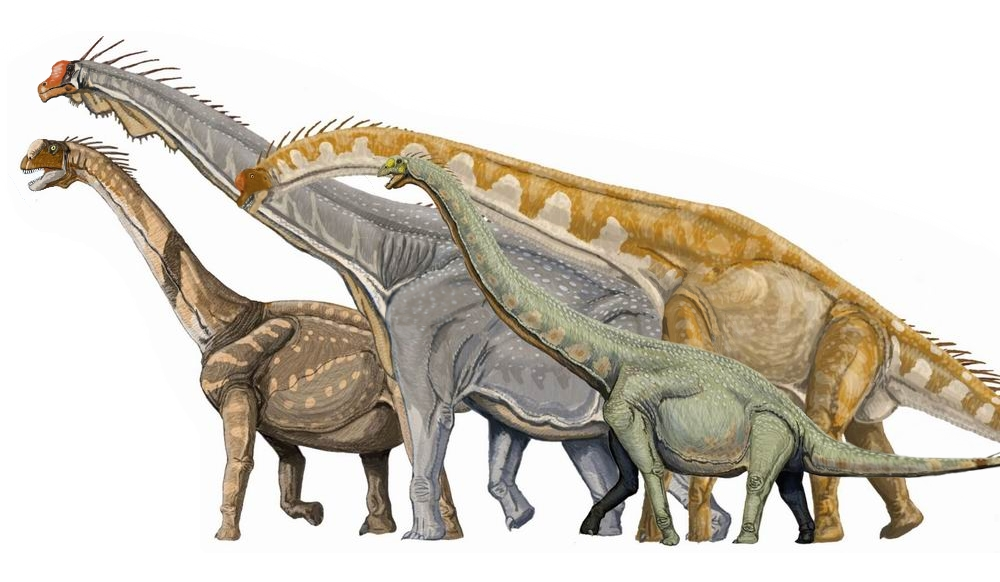
大鼻龍類，包括了圓頂龍、腕龍、長頸巨龍及盤足龍。
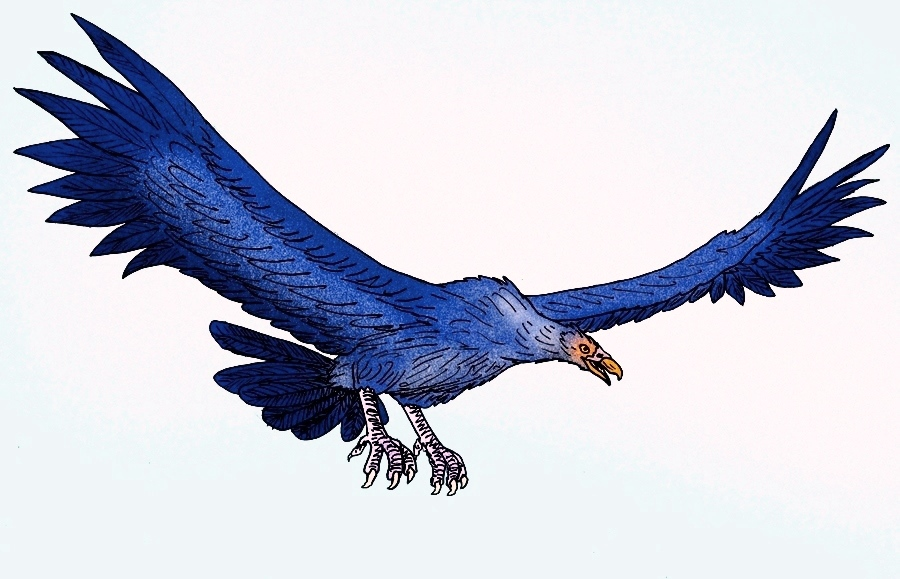
阿根廷鷲有著8米的翼展。
巨齒鯊與鯨鯊、大白鯊、人的大小對比
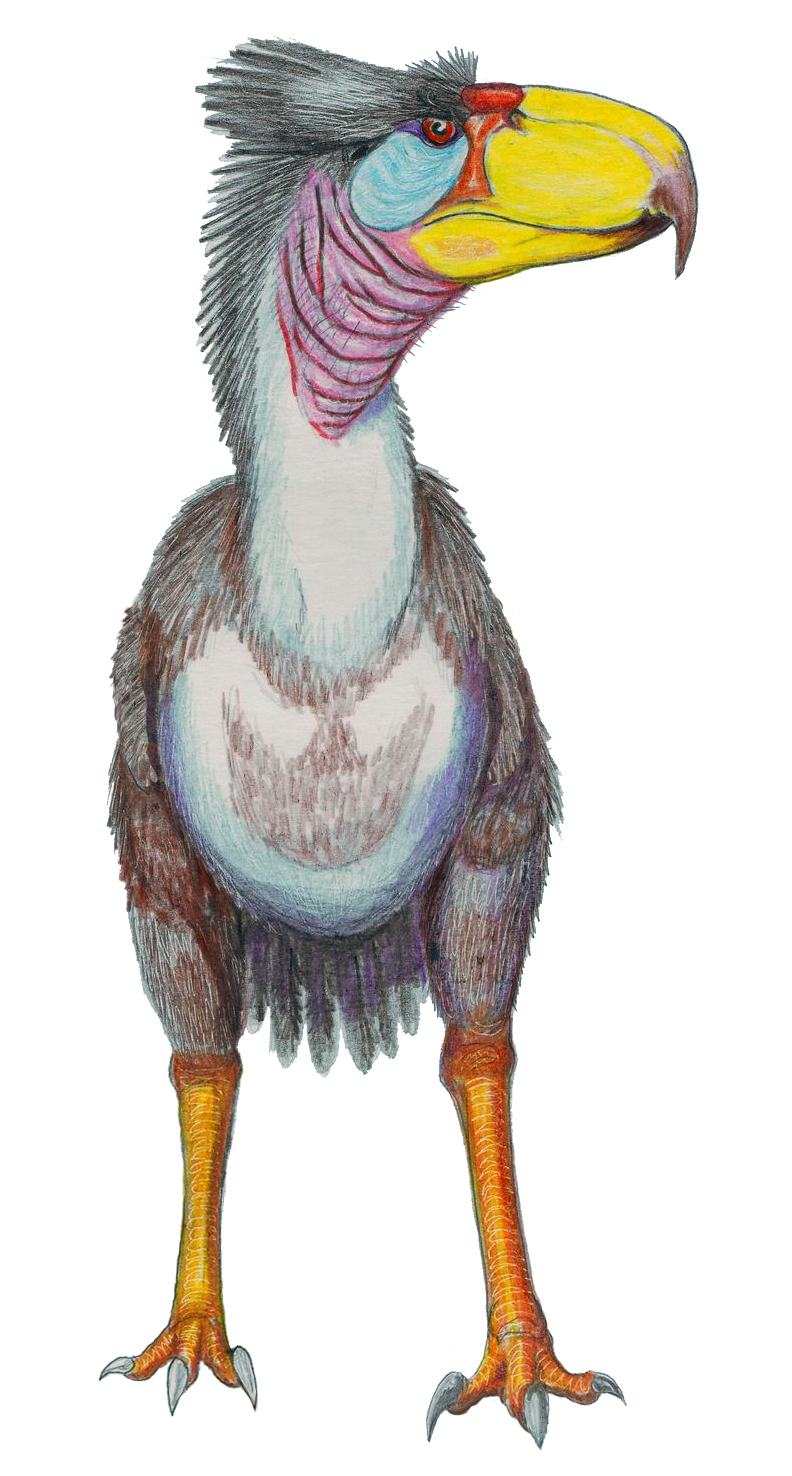
北美洲的泰坦鳥。
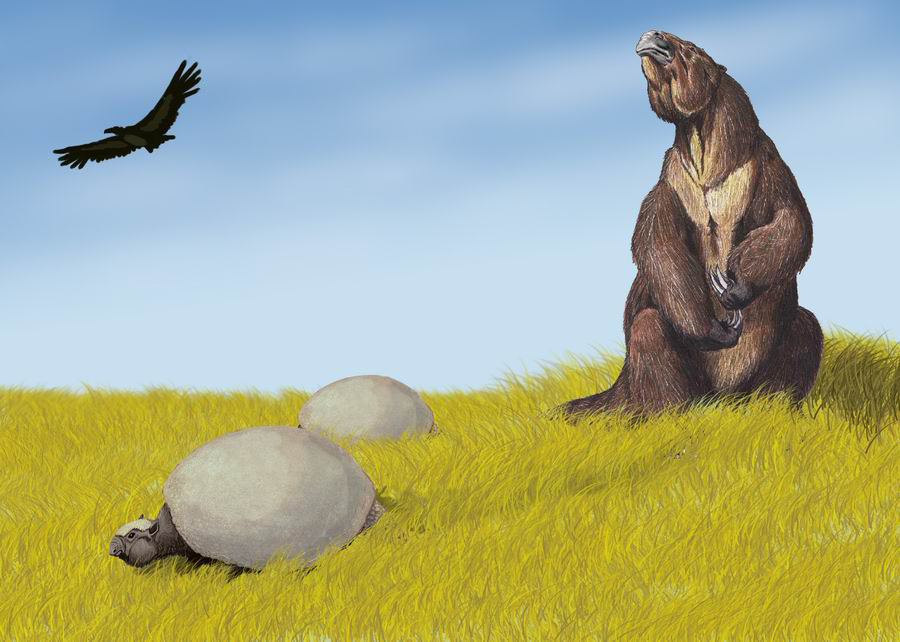
更新世的大地懶。
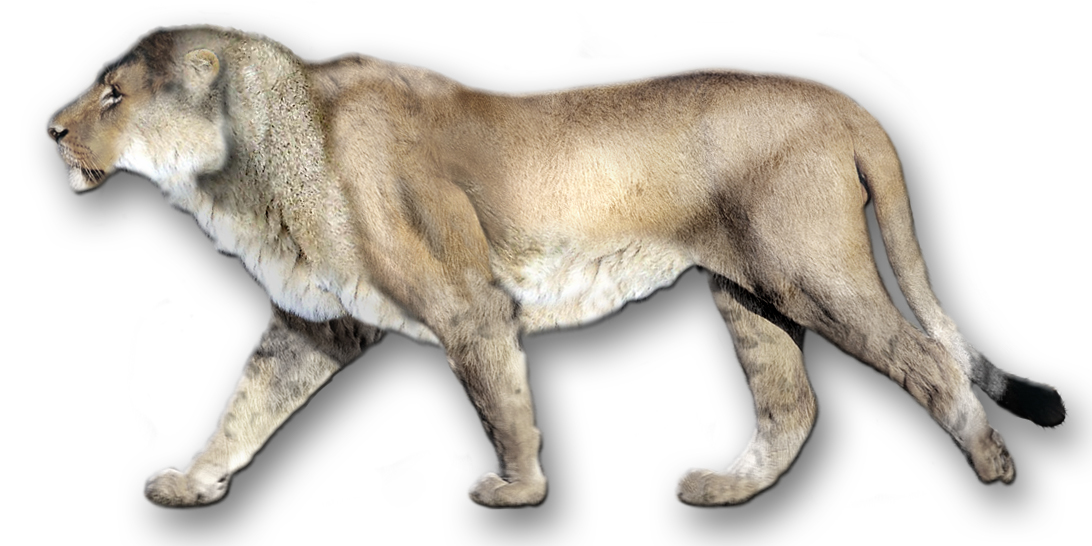
於1萬年前消失的美洲擬獅。
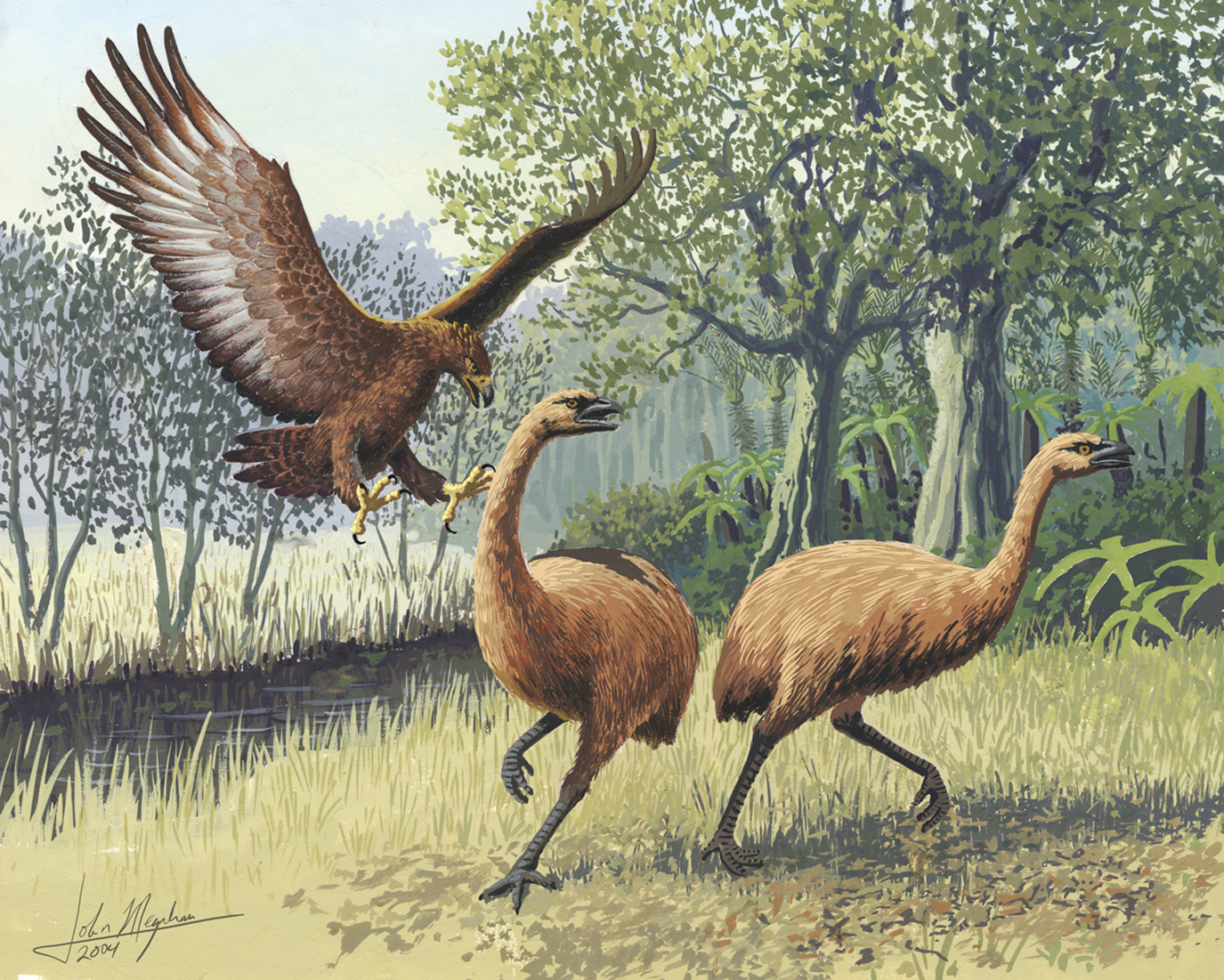
哈斯特鵰曾是最大的鷹科動物。
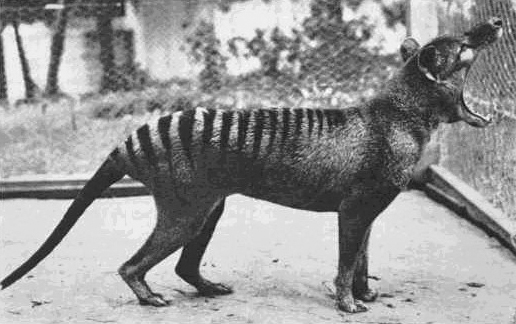
袋狼是現今最大的肉食性有袋類。

### 現存的

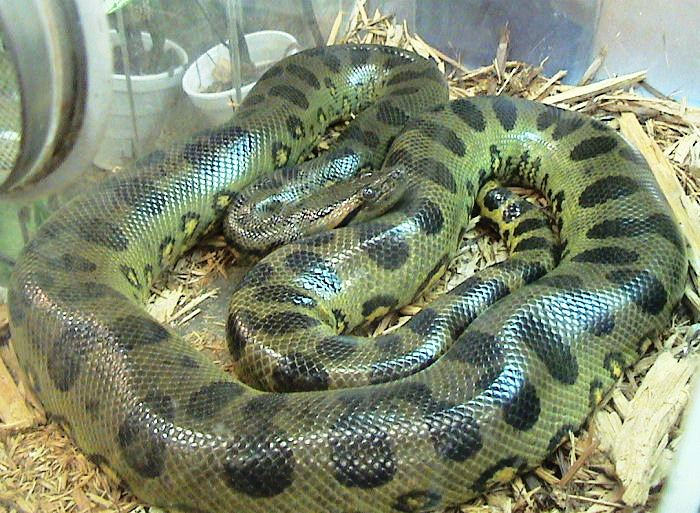
森蚺可以重達97.5千克。
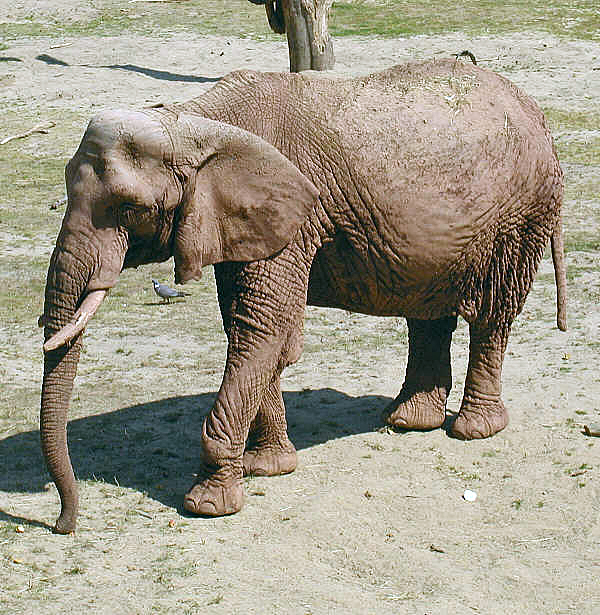
非洲象是現存最大的陸上動物。
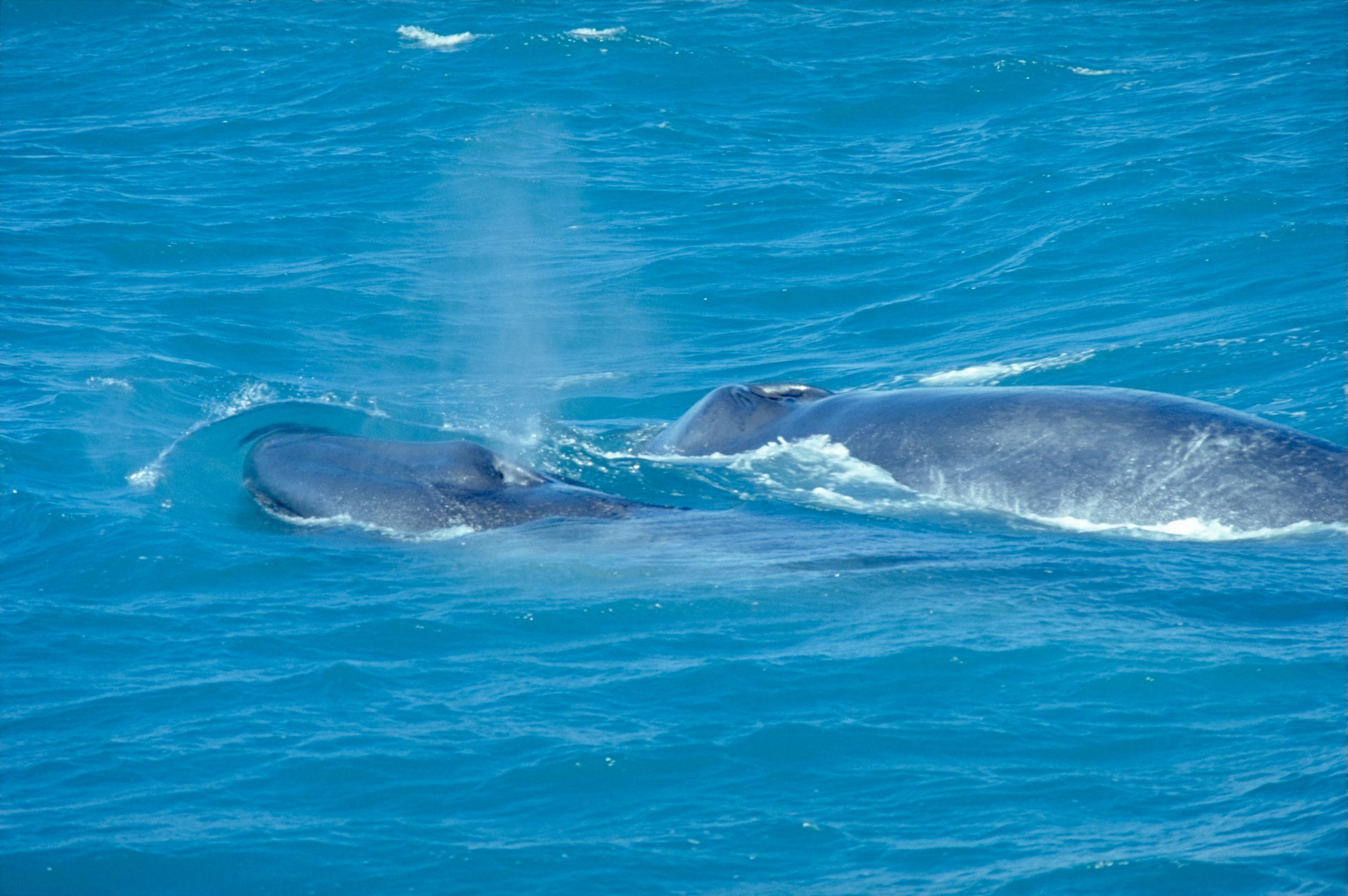
藍鯨是現存最大的動物。
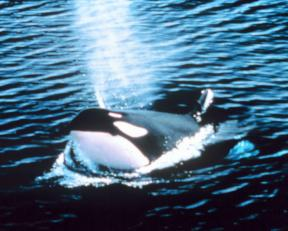
虎鲸是最大的海豚。
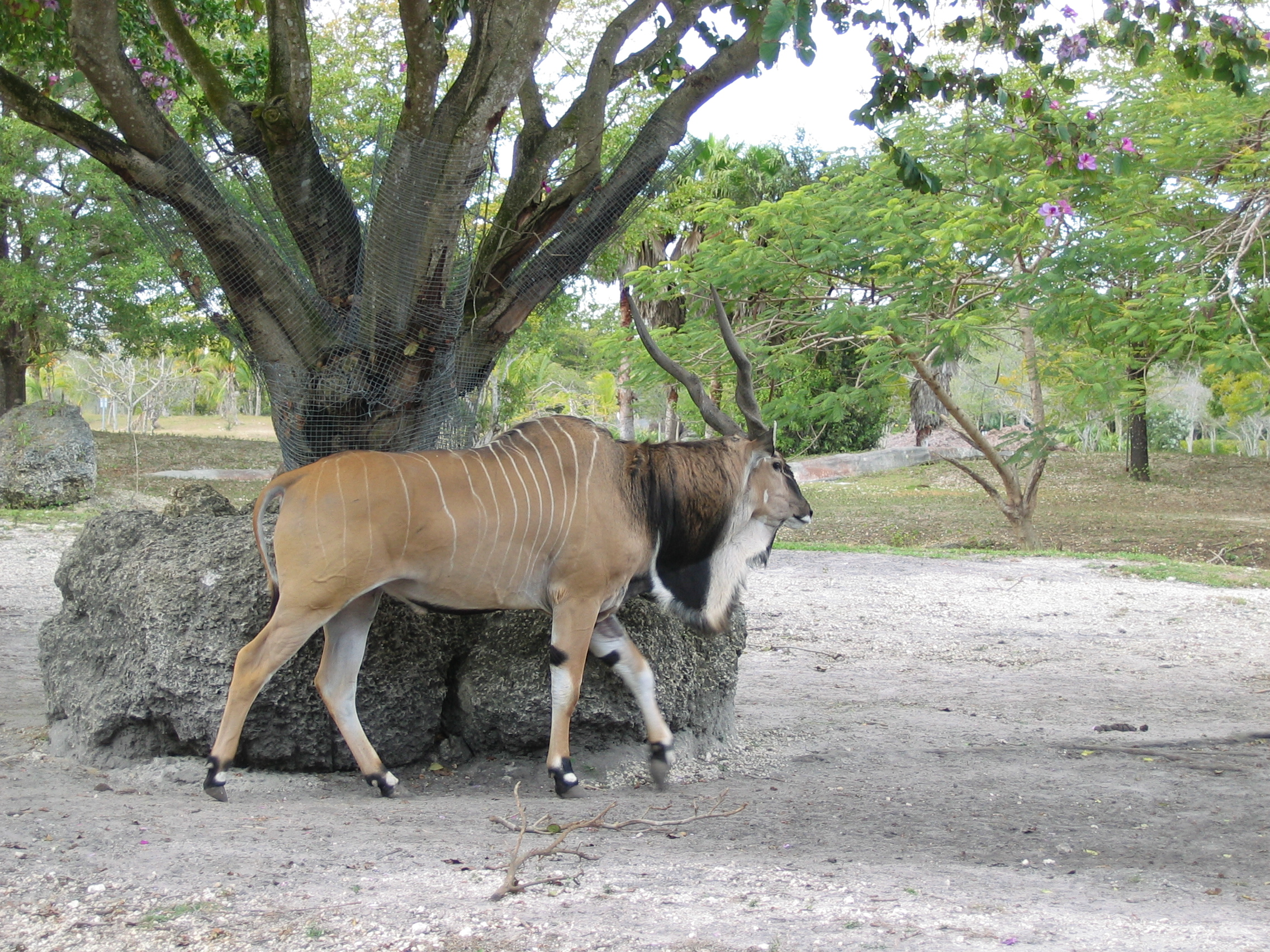
德氏大羚羊是世上最大的羚羊。
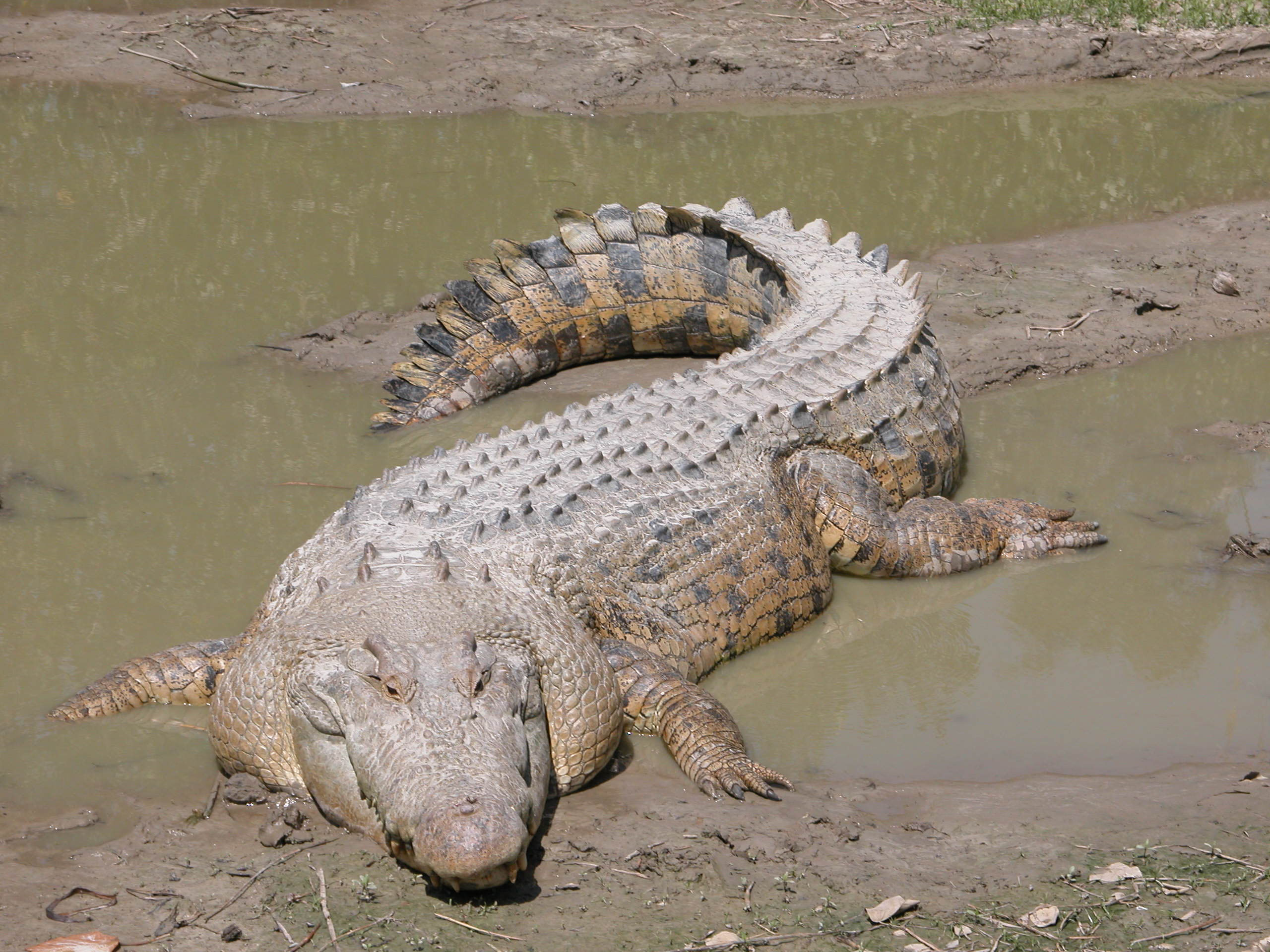
灣鱷是現存最大的爬行類。
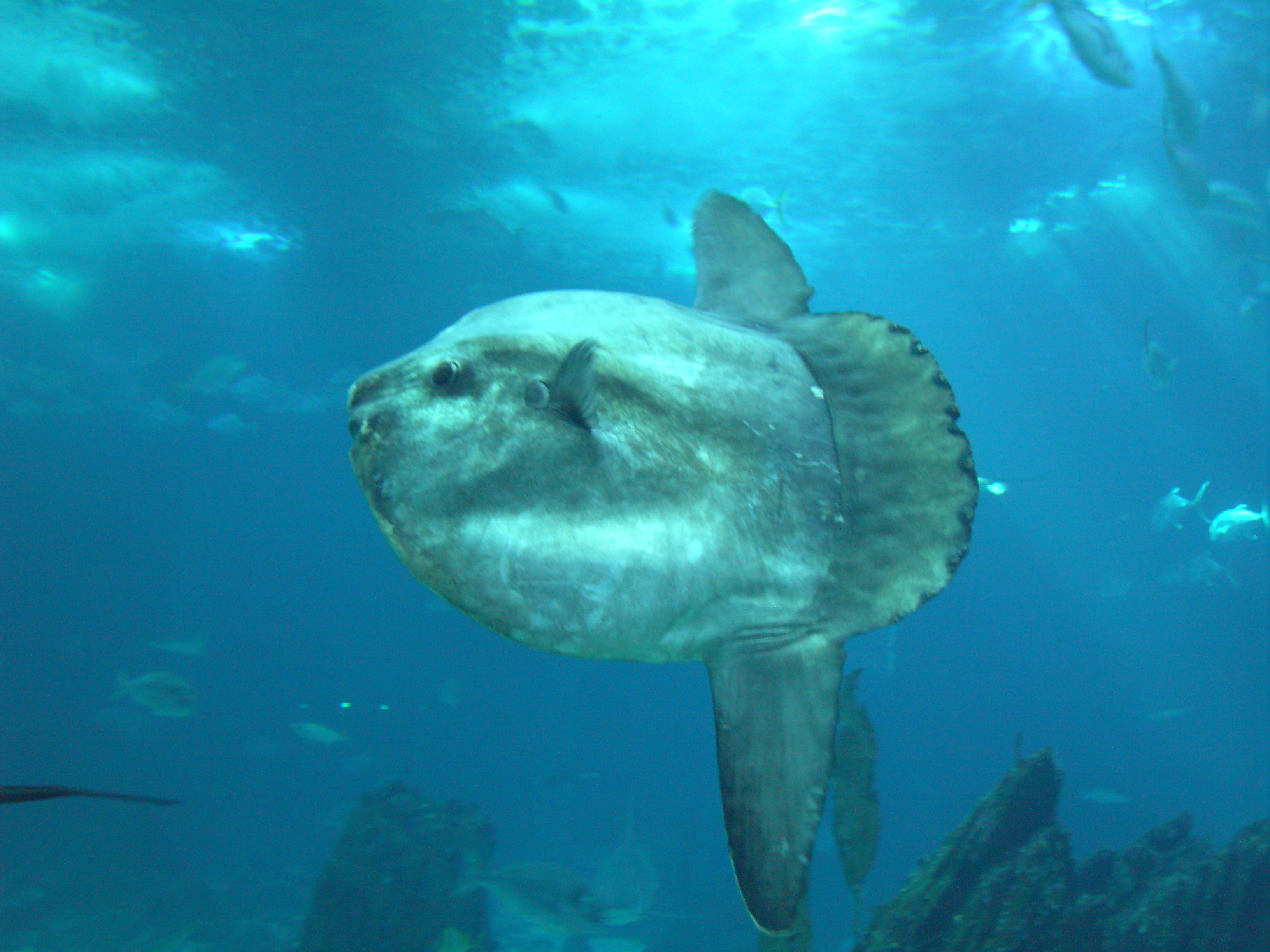
翻車魨科的魚類是其中一類最大的硬骨魚。
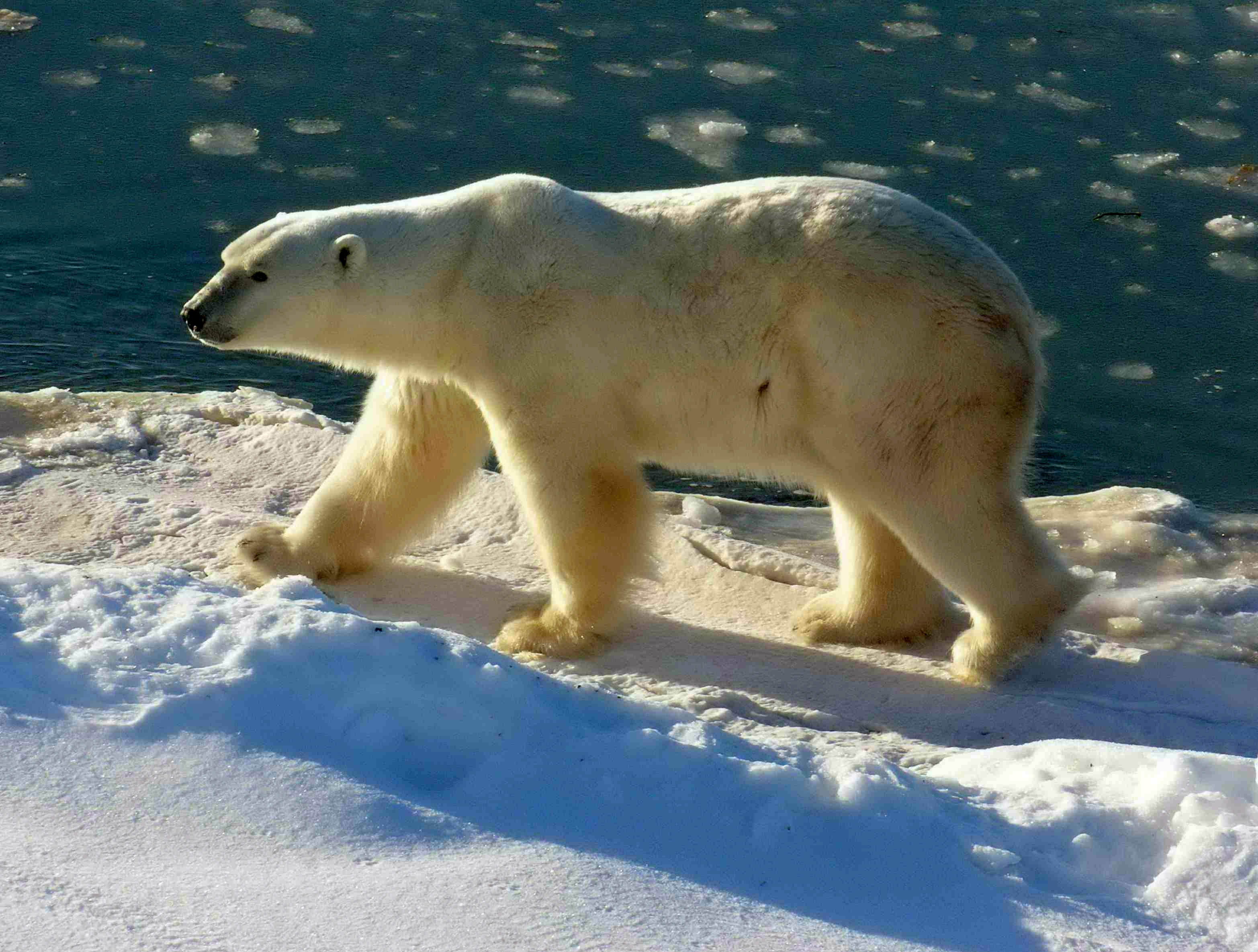
北極熊是陸上最大的肉食性動物。